# Концентрація гідросуміші

Концентра́ція гідросу́міші (рос. концентрация гидросмеси, англ. volume percent concentration of slurry, weight percent concentration, нім. Pulpengehalt m, Pulpenanteil m, Trübengehalt m, Trübenanteil m) — у гідравліці — показник, що характеризує вміст твердого матеріалу у певному об'ємі гідросумішi.
Розрізняють концентрацію об'ємну (відношення обсягу твердого матеріалу, який транспортується, до відповідного об'єму гідросуміші) та концентрацію масову (те ж саме в одиницях маси).
Формули для визначення концентрації гідросуміші